# Norbert Ringels
Norbert Ringels (Mönchengladbach, 1956. szeptember 16. –) német labdarúgó, hátvéd, edző.

## Pályafutása
1975 és 1985 között a Borussia Mönchengladbach játékosa volt, ahol két bajnoki címet és egy UEFA-kupa győzelmet szerzett a csapattal. 1985 és 1987 között a holland VVV-Venlo együttesében szerepelt.
2008 óta az SV Mönchengaldbach vezetőedzője.

## Sikerei, díjai
Borussia Mönchengladbach
- Nyugatnémet bajnokság (Bundesliga)
  - bajnok (2): 1975–76, 1976–77
  - 2.: 1977–78
- Nyugatnémet kupa (DFP-Pokal)
  - döntős: 1984
- Bajnokcsapatok Európa-kupája (BEK)
  - döntős: 1976–77
- UEFA-kupa
  - győztes: 1978–79
  - döntős: 1979–80